# VSAM
VSAM： Virtual storage access method 虚拟存储访问方法是IBM的磁盘文件存储访问方法， 首先使用在0S/VS2操作系统中，然后使用在多虚拟存储架构，现在在z/OS。 作为一个面向记录的文件系统，VSAM由四个数据集组成。关键字顺序数据集KSDS, 关联记录数据集RRDS， 实体顺序数据集ESDS和线性数据集LDS。 KSDS,RRDS和ESDS由记录组成， 而LDS只包含无固定记录结构的字节流。

## 参看
- ISAM